# Piotr II von Burgsdorff
Piotr II von Burgsdorff (zm. 29 czerwca 1439) – biskup lubuski w latach 1437–1439.
Pochodził ze szlacheckiego von Burgsdorff. Był kanonikiem w Lubuszu. Mimo iż kapituła wybrała jego na biskupa w 1424, to biskupem został Krzysztof von Rotenhan. Krzysztof cieszył się bowiem poparciem księcia Brandenburgii Fryderyka I. Po śmierci Krzysztofa, Piotr został ponownie obrany biskupem. Zgodę papieską otrzymał 9 stycznia 1437. Został wyświęcony przez biskupa Stefana Bodeckera.
Podczas jego krótkich rządów diecezja została splądrowana przez husytów. Zaś jego następcą został Konrad II Kron.